# Finax
|  | Denne artikel vedrører cerealiefirmaet. For kreditkortudstederen se Finax Finansservice (Acceptcard) |
Finax AB er et svensk cerealiefirma grundlagt i 1973 af brødrene Leif og Rolf Abdon. Finax har en produktion af mel, brødblandinger, müsli, frø og kerneblandinger samt glutenfri produkter. 
Finax har hovedkontor i Helsingborg med egne møller i både Danmark og Sverige. I Danmark ejer firmaet Valsemøllen A/S i Esbjerg, som har møller i Esbjerg, Køge og Svendborg
Finax indgår i den familiejede koncern Abdon Mills.